# معظم شاه
پاکودا سری سلطان معظم شاه ابن المرحوم سلطان مظفر شاه یکم (درگذشت – ۱۰ مه ۱۲۰۲، همچنین با نام سلطان معظم شاه خوانده می‌شود) دومین سلطان کداح بود. حکمرانی او از سال ۱۱۷۹ تا ۱۲۰۲ طول کشید.